# Red Auerbach
Pour les articles homonymes, voir Auerbach.
Vous lisez un « article de qualité » labellisé en 2012.
Arnold Jacob Auerbach, dit Red Auerbach, né le 20 septembre 1917 à Brooklyn (État de New York) et mort le 28 octobre 2006 à Washington, D.C. est un entraîneur de basket-ball américain des Capitols de Washington, des Blackhawks des Tri-Cities puis des Celtics de Boston. Après la fin de sa carrière d'entraîneur, il devient président des Celtics puis occupe des postes dans la direction du club jusqu'à sa mort.
Lorsqu'il met fin à sa carrière d'entraîneur, Auerbach totalise 938 victoires en National Basketball Association (NBA) et neuf titres de champion NBA, ce qui fait de lui le deuxième entraîneur le plus titré derrière Phil Jackson et ses onze titres. En dix-sept saisons d’entraîneur en NBA, il a toujours qualifié son équipe pour les playoffs. Comme directeur général et président des Celtics de Boston, il ajoute sept autres titres NBA pour un total de seize championnats remportés en vingt-neuf saisons, faisant de lui l'un des dirigeants les plus titrés de l'histoire du sport nord-américain.
Auerbach est considéré comme l'un des pionniers du basket-ball moderne, orienté vers une défense dure, un grand nombre de points marqués et introduisant la contre-attaque comme une des principales tactiques offensives (« run and gun »). Au cours de sa carrière, il dirige de nombreux joueurs qui sont désormais au Basketball Hall of Fame. Auerbach élimine un certain nombre de barrières ethniques dans le basket-ball américain. Il est le premier dirigeant à recruter un joueur noir en NBA, Chuck Cooper lors de la draft 1950, et met sur le terrain la première équipe titulaire composée uniquement de joueurs noirs en 1964. Il est aussi connu pour son habitude de fumer un cigare quand il pense la victoire assurée. Ce geste est devenu un des symboles de la victoire des Celtics de Boston.
En 1967, la récompense NBA Coach of the Year, qu'il a remportée en 1965, est renommée en son honneur le Red Auerbach Trophy. Red Auerbach est introduit au Basketball Hall of Fame en 1969. En 1980, il est désigné comme le meilleur entraîneur de l'histoire de la NBA par la Professional Basketball Writers Association of America et NBA Executive of the Year en 1981. De plus, il est l'un des dix plus grands entraîneurs de l'histoire de la NBA. Le maillot 2 des Celtics de Boston a été retiré en son honneur.

## Biographie

### Naissance, jeunesse et éducation
Arnold Jacob Auerbach naît le 20 septembre 1917 dans l'arrondissement de Brooklyn à New York. Il est l'un des quatre enfants de Marie Thompson, une Américaine, et Hyman Auerbach, un juif russe immigré originaire de Minsk en Biélorussie ayant quitté la Russie à l'âge de 13 ans. Le couple possède un delicatessen. Le jeune Arnold passe son enfance à Williamsburg où il joue à la fois au basket-ball et au handball. À cause de ses cheveux roux et de son tempérament explosif, il est surnommé « Red ». Pendant la Grande Dépression, il joue au basket-ball dans la Eastern District High School (fermée en 1995) où il est nommé dans la Second Team All-Brooklyn par le New York World-Telegram lors de sa dernière année de lycée.

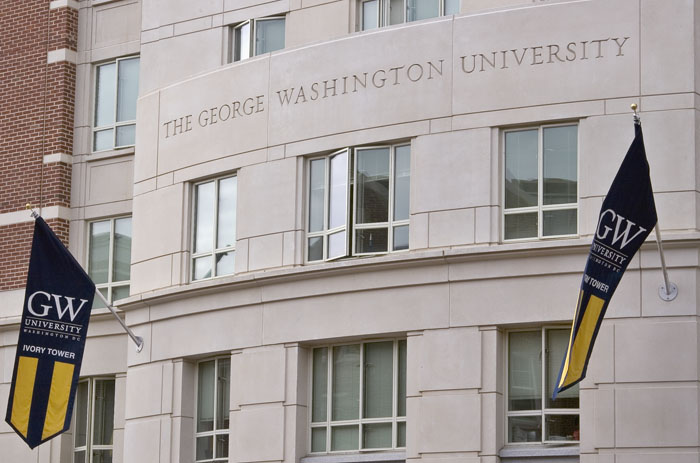
Red Auerbach fait ses études à l'Université George Washington.

Auerbach sait dès la fin de ses années au lycée qu'il souhaite devenir entraîneur, et cherche une équipe où jouer pendant qu'il passe son diplôme d'entraîneur. Il décline d'abord une offre de l'Université de Long Island. Il passe le premier tour de l'université de New York mais abandonne après avoir appris que tous les joueurs de basket-ball de l'établissement doivent être diplômés dans le monde des affaires. Red Auerbach refuse ensuite de prendre des cours du soir pour se mettre au niveau requis par le City College, et se dirige finalement vers le Seth Low Junior College de Brooklyn où il évolue au poste de meneur.
Lors d'un entraînement de l'équipe de Seth Low, l'entraîneur des Colonials de George Washington, Bill Reinhart, est invité à observer les jeunes joueurs. Intéressé par Auerbach, il l'invite à jouer pour son équipe universitaire, et ce dernier accepte. Auerbach reçoit une bourse sportive pour le programme universitaire de basket-ball à l'Université George Washington. Durant ses années universitaires, il commence à comprendre l'importance des contre-attaques, apprenant de Bill Reinhart à réfléchir autour de la tactique de l'équipe et des lignes de passes utilisées. Il termine ses études en 1941 avec une maîtrise en arts.

### Carrière d'entraîneur de basket-ball

#### Débuts (1941-1950)
En 1941, à 24 ans, Red Auerbach commence sa carrière d'entraîneur de basket-ball à la St. Albans School et à la Theodore Roosevelt High School de Washington D.C.. Il passe deux saisons à la tête de l'équipe de St. Albans, terminant invaincu la première saison et ne perdant qu'un match en saison régulière lors de la seconde. Qualifiée pour les playoffs, son équipe perd à deux reprises à la dernière seconde sur un tir du milieu du terrain.
En 1943, au terme des deux saisons avec St. Albans, Auerbach est contraint de rejoindre l'armée pendant la Seconde Guerre mondiale, Reinhart l'aide pour intégrer l'United States Navy. Nommé chef, il s'occupe des activités récréatives de la base et entraîne l'équipe de basket-ball de l'US Navy de la base navale de Norfolk. Red Auerbach devient ami avec un grand nombre de sportifs professionnels également présents sur la base de Norfolk, et en particulier Phil Rizzuto. Il fait également la rencontre de Yogi Berra, futur membre du Temple de la renommée du baseball, et de Bob Feerick.
À la fin de l'année 1944, Red Auerbach est transféré au Bethesda Naval Hospital où il joue notamment des un-contre-un au basket-ball avec Fred Davis. Joueur de l'équipe de football américain des Redskins de Washington, Fred Davis met en contact Auerbach avec le millionnaire Mike Uline qui le recrute pour entraîner une équipe de basket-ball avec des joueurs de l'équipe de football américain. Lorsque Mike Uline décide de former un championnat professionnel de basket-ball avec sept autres hommes (dont Maurice Podoloff qui est nommé premier président de la Basketball Association of America (BAA)), Auerbach le contacte avec l'assurance de pouvoir monter une équipe et de l'entraîner. Les Capitols de Washington naissent avec des joueurs comme Bob Feerick et Johnny Norlander. La franchise devient l'une des huit équipes originales de la BAA.
Lors de la saison 1946-1947, Auerbach mène une équipe construite autour de la contre-attaque rapide. Elle est composée de la star Bones McKinney et de plusieurs anciens joueurs de la Navy. Les Capitols de Washington terminent avec le meilleur bilan du championnat cette saison-là : 49 victoires pour 11 défaites. La franchise enregistre une série de 17 victoires au cours de la saison régulière, record détenu par les Capitols jusqu'en 1969. Cependant, la franchise de Washington doit s'incliner en playoffs contre les Stags de Chicago en six rencontres.
La saison suivante, les Capitols, qui passent de la division Est à la division Ouest, terminent la saison avec 28 matchs remportés pour 20 perdus et sont une nouvelle fois éliminés en playoffs, cette fois lors d'un match joué pour départager trois équipes à égalité au classement de la division Ouest (avec les Stags de Chicago et les Bullets de Baltimore,).
Lors de la saison BAA 1948-1949, les Washington Capitols reviennent dans la division Est et remportent leurs quinze premières rencontres de la saison - le meilleur début de saison de l'histoire de la BAA et NBA - et terminent la saison avec 38 victoires et 22 défaites. La franchise atteint les finales BAA pour la première fois de son histoire mais est battue par les Lakers de Minneapolis emmenés par le pivot George Mikan. À la suite de cette saison, la BAA et le championnat rival, la National Basketball League, fusionnent pour devenir la NBA. Auerbach pense qu'il doit reconstruire son effectif, mais le propriétaire Uline refuse ses propositions. Auerbach démissionne et quitte le club de la capitale.
Il est alors approché par Ben Kerner, propriétaire des Blackhawks des Tri-Cities. Après avoir obtenu l'accord pour reconstruire entièrement l'équipe, Auerbach recrute plus de vingt joueurs en six semaines. Si les Blackhawks s'améliorent, ils finissent la saison 1949-1950 troisièmes de la division Ouest avec un bilan négatif de 29 victoires pour 35 défaites. Ils sont ensuite éliminés en demi-finale de division par les Packers d'Anderson (2 victoires à 1). Lorsque Kerner décide après la saison de faire partir John Mahnken, un élément central de l'équipe de Red Auerbach, ce dernier démissionne à nouveau.

#### Premières saisons mitigées avec les Celtics de Boston (1950-1956)

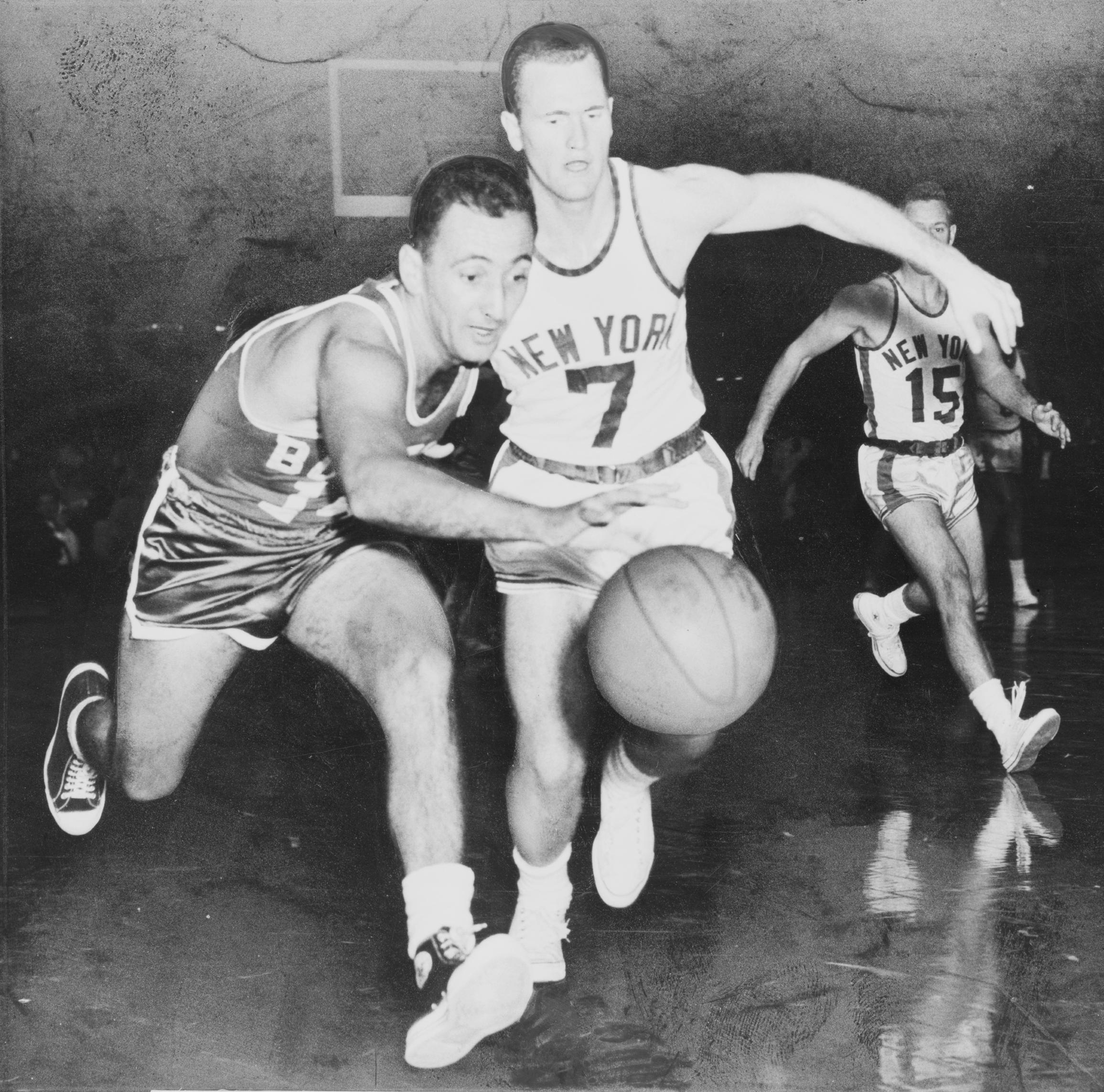
Bob Cousy (à gauche) n'est pas recruté par Red Auerbach mais devient tout de même le meneur de jeu vedette des Celtics de Boston.

Avant la saison 1950-1951, Red Auerbach est approché par Walter Brown, propriétaire des Celtics de Boston. La franchise de Brown reste sur une mauvaise saison avec un bilan de 22 victoires pour 46 défaites. Il souhaite que le changement d'entraîneur améliore la situation économique difficile du club de Boston. Walter Brown et Red Auerbach trouvent un accord, Auerbach devient entraîneur des Celtics de Boston avant la draft 1950 en signant son contrat le 27 avril 1950. Le jeune entraîneur effectue dès son arrivée des choix historiques. Alors que les Celtics ont le premier choix de la draft, Auerbach snobe la star locale Bob Cousy, se mettant à dos une partie des supporters de l'équipe de Boston après avoir affirmé en conférence de presse : « Ça ne m'intéresse pas de recruter quelqu’un juste parce que c’est le péquenaud du coin ». Il lui préfère Chuck Share (qui n'a jamais joué pour Boston et qui est vendu le 27 avril 1951 aux Pistons de Fort Wayne) et recrute également le joueur Afro-Américain Chuck Cooper au deuxième tour, le premier joueur noir à être recruté par un club NBA. Avec ce choix, Auerbach diminue la ségrégation raciale dans le basket-ball professionnel américain.
Lors de cette saison 1950-1951, la deuxième de l'histoire de la NBA, l'équipe est constituée entre autres du pivot Ed Macauley, de Bones McKinney et de Bob Cousy, qui joue finalement pour Boston. Lors de cette première saison à la tête des Celtics, Auerbach termine avec un bilan positif de 39 matchs remportés pour 30 perdus en saison régulière et l'équipe termine à la deuxième place de la division Est. Elle est éliminée en demi-finale de division par les Knicks de New York par deux victoires à zéro (69-83 et 78-92).
Lors de la saison 1951-1952, Auerbach effectue une opération remarquable avec les Pistons de Fort Wayne en échangeant son joueur Chuck Share contre Bill Sharman. Le marqueur Macauley, le passeur Cousy et le jeune talent Sharman forment un trio qui permet à Auerbach de développer un meilleur jeu de contre-attaque. Les autres joueurs principaux qui rejoignent le club sont Frank Ramsey et Jim Loscutoff. L'équipe est alors jeune (huit des dix joueurs ont entre 23 et 26 ans) et peu expérimentée (un rookie, cinq joueurs avec un an d'ancienneté NBA, deux avec deux ans pour seulement deux avec cinq ans). Les Celtics se qualifient pour les playoffs en terminant deuxièmes de la division Est et sont battus en demi-finale de division par les Knicks de New York (2 à 1).
Il en est de même pour les cinq années suivantes où ils échouent deux fois en demi-finale (1952 et 1956) et trois fois en finale de division (1953, 1954 et 1955). La franchise affiche un bilan de 10 victoires pour 17 défaites en séries éliminatoires entre 1951 et 1956. Auerbach recherche alors un solide joueur défensif pour améliorer la défense de son équipe. Si les Celtics sont les meilleurs marqueurs de points de la NBA, leur défense est faible et l'entraîneur souhaite un renfort dans le secteur du rebond.

#### Premier titre NBA en 1956
Red Auerbach est alerté sur les qualités de Bill Russell par son ancien entraîneur d'université, Bill Reinhart. Celui-ci lui assure que ses qualités aux rebonds et aux contres peuvent combler les carences de son équipe dans ces deux secteurs de jeu. Il s'agit d'un réel pari pour Auerbach. En effet, à cette époque, la valeur d'un joueur est d'abord définie par ses qualités offensives, la défense n'étant que secondaire.
Toutefois, les Celtics après leur deuxième place lors de la saison précédente, possèdent le septième choix lors de la draft 1956, ce qui s'avère insuffisant pour avoir la possibilité de recruter le pivot des Dons de San Francisco. Auerbach sait que les Royals de Rochester, qui disposent du premier choix du repêchage, comptent déjà dans leurs rangs un jeune rebondeur prometteur avec Maurice Stokes ; de plus, ils ne souhaitent pas payer à Russell la prime de 25 000 dollars que celui-ci exige. Auerbach contacte son ancien patron Ben Kerner, le propriétaire des Hawks de Saint Louis. Après plusieurs négociations, il se met d'accord pour échanger son pivot Ed Macauley, six fois sélectionné au All Star Game, et le futur rookie Cliff Hagan, sélectionné lors de la draft 1953, mais indisponible car devant servir pendant deux ans dans l'armée, mais en échangeant Hagan qui doit débuter cette saison avec les Celtics, il récupère le deuxième choix de la draft 1956.
Lors de cette draft, Auerbach utilise son choix de repêchage « géographique » ou Territorial pick pour retenir le talentueux ailier Tom Heinsohn. Les Celtics obtiennent également K.C. Jones en 13e position de la draft, ancien coéquipier de Bill Russell à l'université de San Francisco. C'est ainsi qu'en une soirée les Celtics parviennent à obtenir trois futurs membres du Hall of Fame (qui deviendront même tous les trois champions NBA en tant qu'entraîneur) : Bill Russell, K.C. Jones et Tom Heinsohn. Red Auerbach conseille à ses joueurs de jouer une défense dure et à forcer leurs adversaires à multiplier les pertes de balle pour marquer des paniers faciles en contre-attaque. Les Celtics sont alors l'une des équipes les mieux préparées physiquement de la NBA. L'arrivée de Bill Russell permet aux Celtics d'obliger leurs adversaires à prendre des tirs plus lointains et à diminuer leur pourcentage de réussite aux tirs. La plupart des rebonds sont alors pris par Russell qui peut lancer la contre-attaque en passant généralement par Bob Cousy.
En raison des Jeux olympiques, Russell manque le début de sa première saison de la NBA et il ne rejoint les Celtics de Boston qu'au mois de décembre. Lors de cette saison, l'équipe des Celtics de Boston possède dans ses rangs cinq futurs membres du Hall of Fame : le pivot Bill Russell, l'ailier Tom Heinsohn, les arrières Bill Sharman et Bob Cousy ainsi que l'ailier Frank Ramsey qui est remplaçant ; K.C. Jones qui effectue son service militaire, ne rejoint les Celtics qu'en 1958.
Lors des saisons précédentes, les Celtics avaient présenté de bonnes dispositions en attaque mais manquaient de rigueur en défense pour remporter les matchs serrés. Avec la présence défensive de Bill Russell, ils peuvent finalement poser les fondations de ce qui deviendra l'une des plus grandes équipes de basket-ball de tous les temps. L'équipe est très impliquée en défense, forçant ses adversaires à perdre des ballons, synonymes de paniers faciles en contre-attaque. Cette approche du jeu leur permet de terminer la saison régulière à la première place division Est et de toute la NBA avec un bilan de 44 victoires et 28 défaites. Il s'agit du deuxième meilleur bilan de l'équipe derrière leur toute première saison en 1946-1947 dans la BAA. Grâce à leur première place de la division, les Celtics jouent directement la finale de division lors des playoffs. Ils y rencontrent les Nationals de Syracuse et leur joueur vedette Dolph Schayes, futur Hall of Famer. Lors du premier match de la série, le 31 mars 1957 Russell réalise un des meilleurs matchs de sa carrière. Il totalise 16 points et 31 rebonds ainsi que 7 contres,.
En finale des playoffs, les Celtics sont opposés aux Hawks de Saint-Louis qui possèdent dans leurs rangs l'ailier Bob Pettit et l'ancien joueur des Celtics Macauley. Après les six premiers matchs de la série, les deux équipes ne se sont toujours pas départagées et comptent chacune trois victoires. Le sort de la finale se décide lors d'un septième et dernier match, le 13 avril 1957. C'est lors de ce match que Russell réalise une action décisive, rentrée dans la légende sous le nom du « Coleman Play ». À 40 secondes de la fin du match, l'arrière des Hawks, Jack Coleman, capte une passe de contre-attaque au milieu du terrain et file droit au panier. Russell, en sprintant depuis l'autre bout du terrain, réalise un retour désespéré et contre le tir de Coleman qui aurait donné trois points d’avance à son équipe. Il conserve le ballon et marque le panier qui donne un avantage de 102 à 101 aux Celtics,. Après une égalisation des Hawks à 103 partout par Bob Pettit, le match est finalement remporté par les Celtics 125-123 après deux prolongations. Il s'agit du premier titre NBA pour la franchise de Boston.
Pour la deuxième année consécutive, les Celtics affichent le meilleur bilan lors de la saison régulière, où ils terminent en tête de division avec un bilan de 49 victoires pour 23 défaites. Ils dominent les finales de la conférence Est et se qualifient pour la finale NBA. L'adversaire de la franchise de Boston est, comme l'année précédente, les Hawks de Saint-Louis. Les équipes se partagent les deux premiers matchs mais lors du troisième match, Russell se blesse à la cheville. Il est absent lors des deux matchs suivants, puis fait son retour lors du sixième match de la série. Emmenés par une paire d'intérieurs Macauley-Pettit, les Hawks et leur entraîneur Alex Hannum remportent le titre NBA en six matchs,.

#### Huit titres consécutifs (1959-1966)

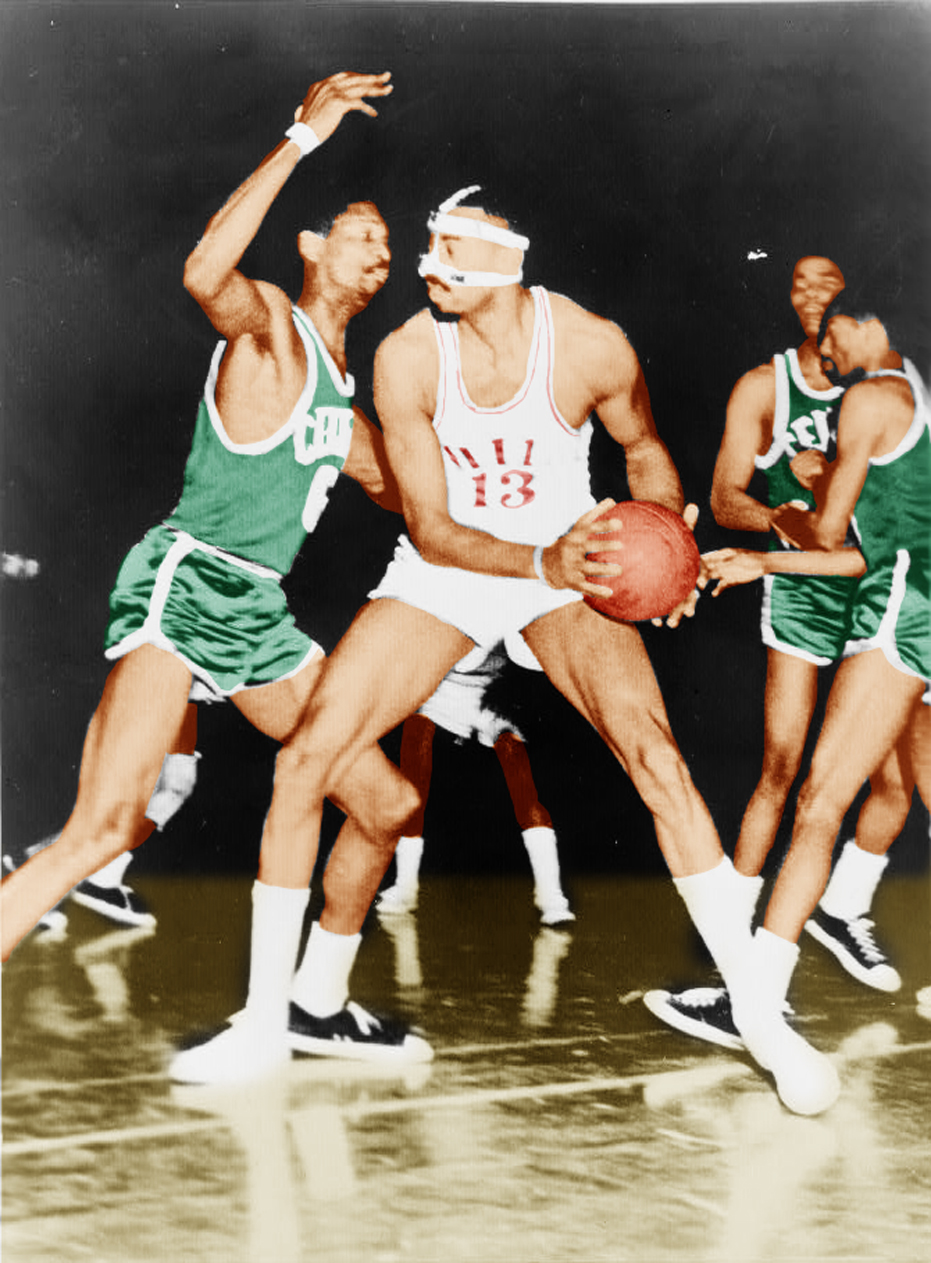
Bill Russell en défense face à son grand rival Wilt Chamberlain.

Lors de la saison 1958-1959 les Celtics terminent encore la saison régulière avec le meilleur bilan de 52 victoires pour 20 défaites. Après avoir battu de justesse quatre victoires à trois les Hawks de Saint-Louis en finale de la division Est, ils reconquièrent leur couronne, en balayant en finale NBA les Lakers de Minneapolis quatre victoires à zéro. Trois joueurs de la franchise sont récompensés dans le premier cinq NBA, All-NBA First Team : Bob Cousy, Bill Sharman et Bill Russell. Ces trois joueurs sont également leaders de la ligue avec Bill Russell pour le total de rebonds et la moyenne par match (1 612 rebonds soit 23 par match) mais aussi par le temps de jeu (2 979 minutes soit 42,6 par match), Bob Cousy pour les passes décisives en nombre et en moyenne par match (557 passes soit 8,6 par match) et Bill Sharman pour la réussite aux lancers francs (93,2 %).
La saison suivante marque les débuts dans la NBA du pivot légendaire des Warriors de Philadelphie Wilt Chamberlain drafté en première position lors de la draft 1959 où les Celtics avaient les derniers choix de chaque tour, en tant que champions sortant (soit les sixième, quatorzième et vingt-quatrième choix), la meilleure recrue est Gene Guarilia mais qui reste une partie de la saison 1959 en dehors de l'effectif pour respecter la restriction à dix joueurs. Lors de cette saison, les Celtics de Russell remportent 59 matchs, dont une série de 17 consécutifs, et rencontrent les Warriors de Chamberlain en finale de la conférence Est et les Celtics remportent la série quatre victoires à deux. En finale NBA, les Celtics battent les Hawks quatre victoires à trois et empochent un nouveau titre de champions de la NBA. Bill Russell enregistre 22 points et 35 rebonds lors de la septième rencontre décisive qui voit la victoire des Celtics sur le score de 122 à 103,. Les joueurs des Celtics sont à nouveau récompensés mais seul Bob Cousy reste dans la All-NBA First Team, alors que Bill Russell et Bill Sharman font partie du All-NBA Second Team. Bob Cousy est de nouveau leader pour les passes décisives en nombre et en moyenne par match (715 passes soit 9,5 par match).
Lors de la draft 1960, dont les deux premiers choix sont Oscar Robertson choisi par les Royals de Cincinnati et Jerry West par les Lakers de Minneapolis, devenus tous deux par la suite Hall of Famers, Red Auerbach sélectionne en huitième choix Tom Sanders (qui deviendra septuple champion NBA avec les Celtics) pour être suppléant de Tom Heinsohn. Cette saison 1960-1961 est encore une bonne année pour les Celtics qui terminent la saison régulière avec un bilan de 57 victoires pour 22 défaites, leur assurant une nouvelle participation aux playoffs. Les Celtics battent les Nationals de Syracuse en finale de la Conférence Est, quatre manches à une avant de remporter un nouveau titre en battant en finale de la NBA les Hawks de Saint-Louis sur le score de quatre victoires à une. Lors de cette saison, plusieurs joueurs des Celtics sont honorés : Bob Cousy est une nouvelle fois présent dans la All-NBA First Team, alors que Bill Russell et Tom Heinsohn font partie du All-NBA Second Team. Bill Russell est élu meilleur joueur NBA de l'année pour la seconde fois de sa carrière (NBA Most Valuable Player), alors que Bill Sharman est leader de la ligue pour la réussite aux lancers francs avec 92,1 %. À la fin de la saison Bill Sharman prend sa retraite de joueur, Sam Jones son suppléant sur le banc le remplace dans le cinq majeur.
Lors de la saison 1961-1962 les Celtics deviennent la première équipe à gagner 60 matchs en une saison et remportent leur quatrième titre lors de la finale NBA 1962 en battant les Lakers de Los Angeles lors du septième match. Au cours de cette dernière partie remportée par les Celtics sur le score de 122 à 108, Bill Russell est décisif : il marque 30 points et capte 40 rebonds, Sam Jones et Franck Ramsey marquent respectivement 27 et 23 points,. À la mi-saison les Celtics ont eu quatre joueurs sélectionnés pour le All-Star Game : Bob Cousy, Bill Russell, Tom Heinsohn et Sam Jones. Pour la seconde année consécutive, Bill Russell est élu meilleur joueur NBA de l'année. Cette année aucun joueur n'est leader de la ligue dans une catégorie statistique et aucun ne fait partie du All-NBA First Team, mais ils sont trois dans l'All-NBA Second Team Bob Cousy, Bill Russell et Tom Heinsohn.

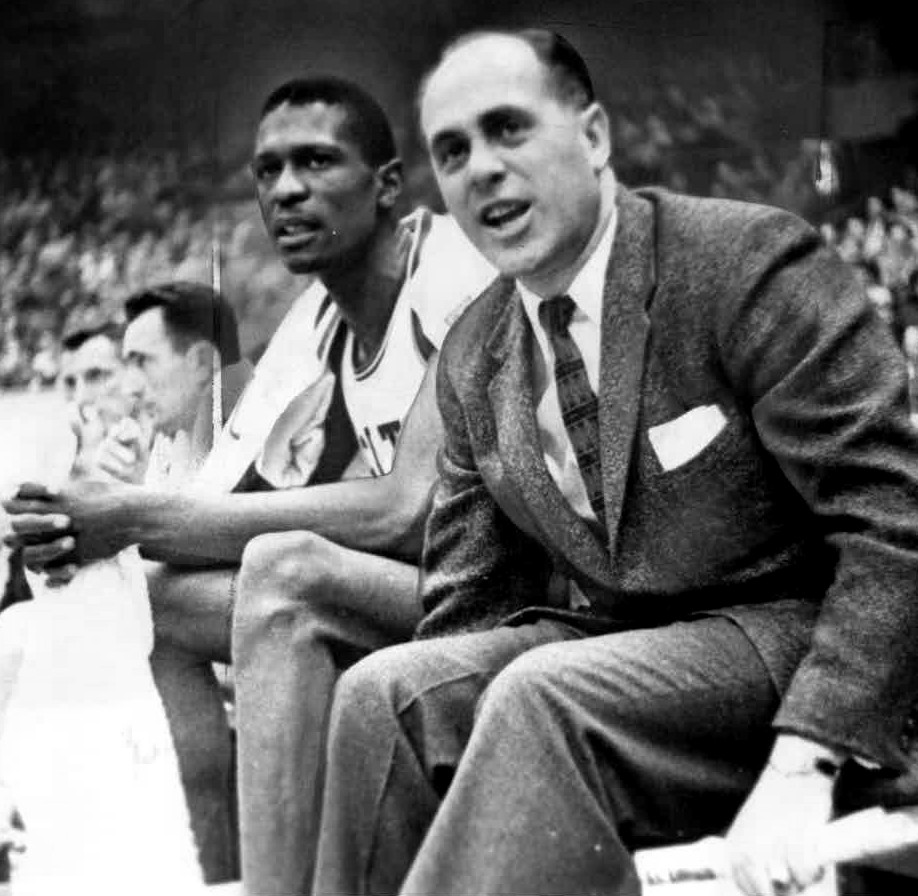
Red Auerbach aux côtés du pivot Bill Russell sur le banc des Boston de Celtics en 1956.

L'objectif principal de Red Auerbach lors de la draft 1962 est de trouver un joueur pouvant occuper un rôle de sixième homme. Il choisit un jeune fils d'immigré tchécoslovaque âgé de 22 ans John Havlicek, un ailier, champion NCAA 1960 avec les Buckeyes d'Ohio State et qui a la particularité d'avoir été drafté dans deux sports différents la même année ; d'abord le 4 décembre 1961 lors de la draft 1962 de la National Football League par les Browns de Cleveland au septième tour et le 26 mars 1962 par la Draft 1962 de la NBA en septième position du premier tour. Les Celtics sont à nouveau leader de la conférence Est avec 58 victoires pour 22 défaites. Auerbach le met directement dans le cinq de départ à la place de Jim Loscutoff qu'il place en réserve de Tom Heinsohn et Tom Sanders. Le cinq de départ est ainsi constitué de : Bill Russell, Tom Heinsohn, John Havlicek, Sam Jones et Bob Cousy et le banc composé de K.C. Jones, Frank Ramsey et Tom Sanders, soit huit joueurs qui vont être nommés au Hall of Fame. Avec cette équipe, ils terminent encore une fois en tête de la division Est avec un bilan de 58 victoires pour 22 défaites. Après avoir battu en finale de division les Royals de Cincinnati quatre victoires à trois, ils atteignent de nouveau la finale NBA face au même adversaire, les Lakers de Los Angeles. Les Celtics remportent cette fois le titre en six rencontres. Lors de ces playoffs, Auerbach a beaucoup utilisé Bill Russell (47,5 minutes par match) qui a pris 25,1 rebonds par matchs pour un total de 326 lors des 13 rencontres. Cette année trois joueurs sont sélectionnés pour le All-Star Game : Bob Cousy, Bill Russell et Tom Heinsohn. Pour la troisième année consécutive Bill Russell est élu meilleur joueur NBA de l'année. Encore cette année aucun joueur ne termine au premier rang de la ligue dans une statistique. Bill Russell est également nommé dans l'All-NBA First Team, deux autres l'All-NBA Second Team : Bob Cousy et Tom Heinsohn et enfin John Havlicek dans la All-Rookie Team (créée cette année). Comme il l'avait annoncé en octobre 1962, Bob Cousy se retire à l’issue de la saison 1962-1963. Son temps de jeu a diminué cette saison, jouant entre 20 et 25 minutes par match,.
À l'aube de la saison régulière 1963-1964, Auerbach doit composer avec le départ de Bob Cousy. C'est tout naturellement que K.C. Jones va occuper le poste de meneur. Le 14 octobre 1963, Red Auerbach fait signer le meneur Larry Siegfried. Les Celtics établissent à nouveau un très bon bilan de 59 victoires pour 21 défaites. Auerbach fait également signer Willie Naulls et Clyde Lovellette pour renforcer le banc de l'équipe. La victoire quatre manches à une en série face aux Royals de Cincinnati leur donne le droit de défendre leur titre face aux Warriors de San Francisco qui effectuent leur première dans la conférence Ouest. Russell et ses coéquipiers remportent la série quatre victoires à une. Avec six titres consécutifs, les Celtics deviennent la première franchise de sport professionnel américain à réaliser une telle performance,. À nouveau les joueurs d'Auerbach sont récompensés, Bill Russell est leader de la ligue pour les rebonds totaux et en moyenne par match avec 1 930 rebonds soit 24,7 par match. John Havlicek, Tom Heinsohn et Bill Russell font partie du All NBA Second Team.
Lors de la saison régulière 1964-1965, Red Auerbach ose aligner pour la première fois une équipe de départ entièrement composée de joueurs noirs : Bill Russell, Sam Jones, K.C. Jones, Tom Sanders et Willie Naulls, le 8 novembre 1964 lors de la victoire des Celtics chez les Royals de Cincinnati 106 à 103. Les Celtics établissent un nouveau record avec 62 victoires pour 18 défaites en saison régulière. Après une victoire difficile face aux 76ers de Philadelphie lors du septième match remporté 110 à 109, grâce aux 37 points de Sam Jones et les 26 de John Havlicek contre 30 points pour Chamberlain, ils retrouvent une nouvelle fois en finale les Lakers de Los Angeles. Les Celtics gagnent facilement la série quatre à un pour obtenir un septième titre consécutif. Bill Russell est nommé pour la cinquième fois de sa carrière meilleur joueur NBA de l'année, de plus il est leader de la ligue pour les rebonds totaux et en moyenne par match avec 1 878 rebonds soit 24,1 par match, ainsi que pour le nombre total de minutes jouées (3 466). Bill Russell fait également partie de la All NBA First Team et Sam Jones de la All NBA Second Team.
En 1964, touché par la mort de Walter Brown, le propriétaire de la franchise, Red Auerbach ressent la pression de tenir plusieurs rôles dans l'organisation des Celtics de Boston. Au début la saison 1965-1966, il annonce son retrait du poste d'entraîneur à la fin de celle-ci.
L'année suivante pour la première fois depuis la saison 1955-1956, les Celtics abandonnent la première place de la division Est à leurs rivaux des 76ers de Philadelphie pour seulement une victoire : 54 victoires pour 26 défaites contre 55-25 pour Philadelphie. Après avoir écarté (trois à deux) les Royals de Cincinnati en demi-finale, ils retrouvent Chamberlain et ses coéquipiers, qui échouent de nouveau sur le score de quatre à un en finale de division. Pour la cinquième fois, dont quatre en cinq saisons, la finale oppose les Lakers aux Celtics. Mais de nouveau, les Lakers doivent laisser la victoire à Boston, victoire obtenue lors du septième et dernier match de la série sur le score de 95 à 93, avec Bill Russell, malgré une blessure au pied, qui récolte 32 rebonds et 25 points, Sam Jones 2 points et John Havlicek 16 points et 16 rebonds. Les Celtics, Red Auerbach, Bill Russell et Sam Jones gagnent ainsi un huitième titre consécutif.

### Directeur général des Celtics de Boston (1967–1984)
Avant la saison NBA 1966-1967, Red Auerbach se retire du poste d'entraîneur des Celtics de Boston et nomme son successeur, Bill Russell. Russell devient entraîneur-joueur et le premier entraîneur Afro-Américain de la NBA. Les joueurs des Celtics continuent de remporter le titre en 1968 et 1969, après avoir perdu en finale de division en 1967, pendant qu'Auerbach reconstruit une nouvelle génération de joueurs de grand talent en recrutant Don Chaney (draft 1968), Jo Jo White (draft 1969), Dave Cowens (draft 1970) ou encore Paul Westphal (draft 1972). Ancien joueur des Celtics et de Red Auerbach, Tom Heinsohn devient à son tour entraîneur de la franchise au début de la saison 1969-1970. L'équipe est emmenée par l'ancien sixième homme John Havlicek. Les nouvelles recrues d'Auerbach participent aux nouveaux titres de champions NBA remportés en 1974 et 1976. Auerbach recrute également le pivot vétéran Paul Silas et l'ancienne star de l'ABA Charlie Scott. Paul Silas quitte le club en 1976, après le refus de Red Auerbach de lui offrir un contrat d'un million de dollars sur trois ans
Auerbach ne peut éviter une perte de niveau des Celtics à la fin des années 1970. Quand Havlicek se retire en 1978, la franchise de Boston a un bilan de 61 victoires pour 103 défaites en deux saisons. En 1979, l'intérêt d'Auerbach se porte sur le jeune joueur Larry Bird. Alors qu'il reste une année d'université à ce dernier, Red Auerbach le recrute en avance lors de la Draft 1978 de la NBA et attend une saison que Larry Bird arrive pour jouer avec les Celtics de Boston. En faisant signer Bird, Auerbach fait encore preuve d'intelligence et lui offre 500 000 US dollars par an (jamais un rookie n'a obtenu une telle offre). Lorsque l'agent de Bird sort une liste d'avantages supplémentaires (une voiture, des frais de scolarité pour des études supplémentaires, des billets d'avions pour que sa mère puisse le voir jouer quand elle voulait), Auerbach refuse et dit à Bird : « je vous ai offert ce que je pense que vous valez, et c'est déjà beaucoup ; jouez aussi bien que ce dont je vous pense capable, et vous gagnerez beaucoup plus. Mais ce genre de liste j'en veux pas ». Bird accepte et l'affaire est faite
Red Auerbach est un farouche opposant à l'adoption de la règle des paniers à trois points, popularisé par l'American Basketball Association depuis 1968, mais son apparition en NBA lors de la saison 1979-1980, coïncidant avec l'arrivée de Larry Bird, le fait changer d'avis et il devient supporter de l'épreuve de tir à trois points du All Star Game le Three-point Shootout dont Larry Bird remporte les trois premières éditions (1986, 1987 et 1988).
Le 9 juin 1980, Auerbach réussit un autre gros coup. Il convainc les Warriors de Golden State d'échanger le troisième choix de la draft et le pivot Robert Parish en échange du premier choix de la draft 1980, Joe Barry Carroll. Avec son troisième choix, Auerbach sélectionne le joueur qu'il souhaite le plus dans la draft, Kevin McHale. Avec Cedric Maxwell et M.L Carr, Nate Archibald et Gerald Henderson, puis Dennis Johnson et Danny Ainge, les Celtics de Boston ont l'une des meilleures équipes de l'histoire de la NBA. L'entraîneur Bill Fitch mène les Celtics au titre NBA 1981 et K.C. Jones lui aussi remporte un autre titre de champion NBA en 1984, cette fois-ci comme entraîneur.

### Dirigeant des Celtics (1984–2006)

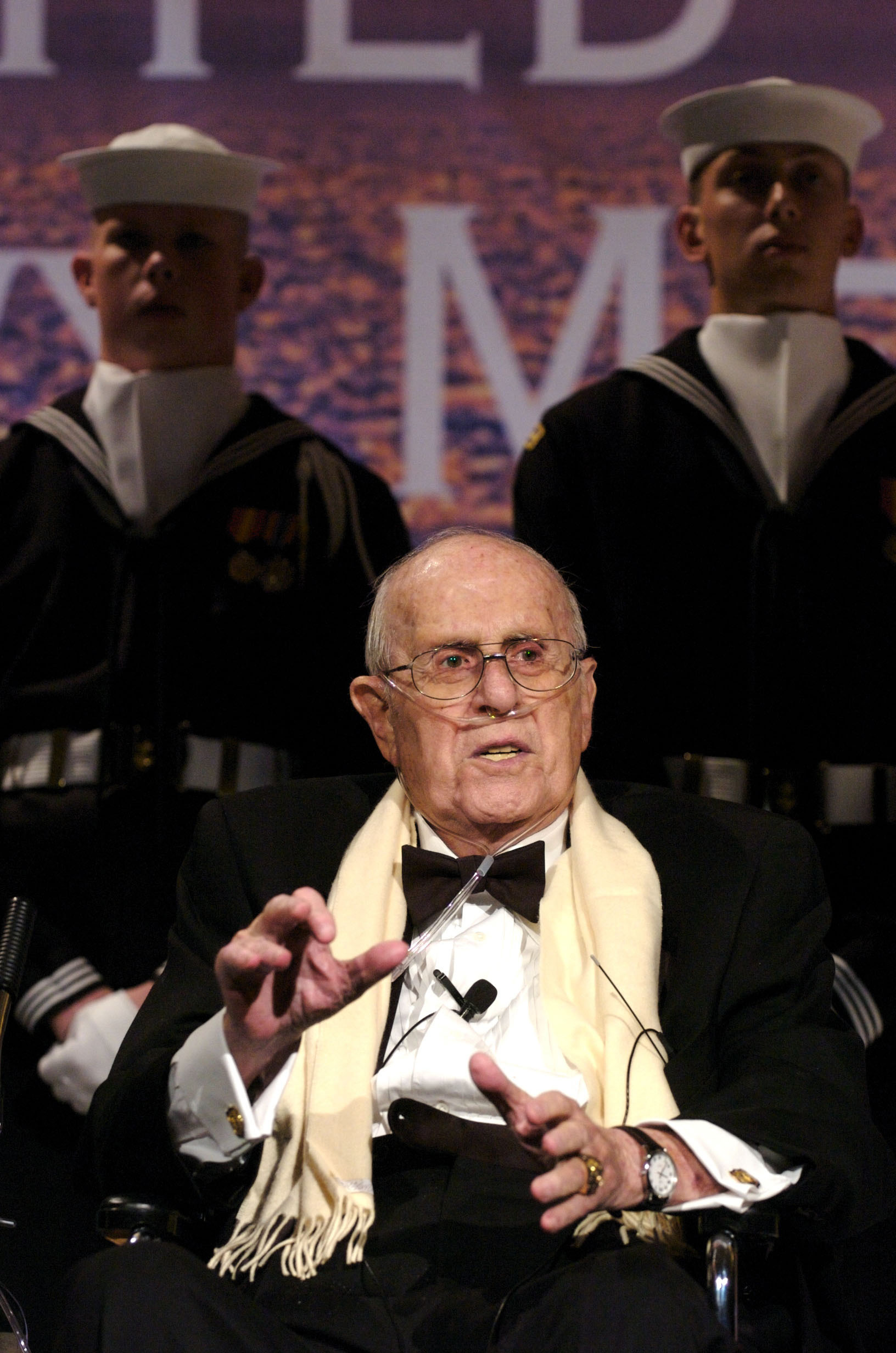
Red Auerbach en 2006.

En 1984, Red Auerbach quitte ses fonctions de directeur général et devient président puis vice-président des Celtics de Boston. Lorsque les Celtics obtiennent le titre lors des finales NBA 1986, Auerbach remporte son seizième titre, performance inégalée. Dans les années suivantes, l'équipe de basket-ball de Boston est frappée par plusieurs tragédies. Auerbach recrute Len Bias avec le deuxième choix de la draft 1986. Mais juste deux jours après, Len Bias meurt d'une overdose de cocaïne. Plusieurs années plus tard, en 1993, le joueur des Celtics Reggie Lewis meurt brutalement. Les Celtics ne retrouvent pas les finales NBA jusqu'à la saison 2007-2008, une saison après la mort d'Auerbach.
Auerbach préfère s'éloigner du basket-ball au début des années 1990 et se concentrer sur ses passe-temps, le racquetball et sa passion pour les cigares. Il reste cependant président des Celtics jusqu'en 1997, puis devient vice-président avant de réoccuper la fonction de président à partir de 2001, poste qu'il occupe jusqu'à sa mort bien qu'il disparaisse de la direction de la franchise dans ses dernières années.

### Relations avec les propriétaires des Celtics

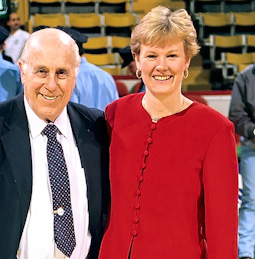
Red Auerbach avec la journaliste Jackie MacMullan en 1995.

Les relations de Red Auerbach avec le propriétaire des Celtics Walter Brown sont cordiales et sans conflits. À chaque fin de saison Auerbach demande à Brown s'il veut le garder. Comme ce-dernier désire le conserver, ils négocient le salaire de Red Auerbach et scellent le contrat d'une poignée de mains. Après la mort de Walter Brown le 7 septembre 1964 les propriétaires se succèdent aux commandes des Celtics. Il réussit à s'entendre avec la plupart d'entre eux, sauf un, l'égoïste John Y. Brown, Jr., tellement corrosif qu'il envisage de congédier Auerbach à la fin de la saison 1979. Après avoir obtenu une offre somptueuse pour gérer les Knicks de New York, Auerbach rencontre Brown. Il ne mentionne pas l'offre, mais lui dit que leurs relations ne sont plus bonnes. Il rajoute que si Brown ne vend pas sa participation dans l'équipe à Harry T. Mangurian, l'autre copropriétaire de la franchise, dans les deux semaines qui suivent, il démissionnera. Exactement deux semaines plus tard, Brown vend ses parts, Mangurian devenant l'unique propriétaire des Celtics.
Même la succession d'entraîneurs et de directeur général ne réussit pas à déstabiliser l'équipe, et en 1997, Paul Gaston le propriétaire embauche le talentueux entraîneur de l'Université du Kentucky, Rick Pitino. Mais celui-ci demande non seulement une autorité totale comme entraîneur et directeur général, mais le titre d'Auerbach en tant que président. Auerbach devient ainsi vice-président et obtient 100 000 $ de bonus en guise de compensation. Mais l'ego de Pitino dépasse son talent, et au milieu de sa quatrième saison consécutive avec un bilan négatif (102 victoires pour 146 défaites) et sans aucune qualification en playoffs, il démissionne. Gaston renomme Auerbach président.

### Carrière littéraire
Red Auerbach est l'auteur de sept ouvrages. Le premier des livres qu'il écrit, Basketball for the Player, the Fan and Coach, est traduit dans sept langues, et est le plus vendu des livres sur le basket-ball. Son deuxième ouvrage, coécrit avec Paul Sann, est Winning the Hard Way. Il a également participé avec Joe Fitzgerald à l'écriture de Red Auerbach: An Autobiography et Red Auerbach On and Off the Court. En octobre 1991, il coécrit M.B.A.: Management by Auerbach avec Ken Dooley. En 1994, Seeing Red est rédigé avec Dan Shaughnessy. En octobre 2004, il écrit son dernier ouvrage Let Me Tell You A Story en collaborant avec le journaliste sportif John Feinstein.

### Vie privée
Arnold Auerbach est l'un des quatre enfants de Marie (née Thomson) et Hyman Auerbach. Un de ses frères, Zang Auerbach, est un caricaturiste respecté du Washington Star. Red Auerbach se marie avec Dorothy Lewis le 6 juin 1941 et est le père de deux filles prénommées Nancy et Randy.
Auerbach est connu pour fumer des cigares lors des victoires des Celtics de Boston, il l'allume même avant la fin du match quand il est sûr de la victoire de son équipe. Red transforme cette habitude en culte, certains restaurants de Boston allant jusqu'à dire « pas de cigarette ou de pipe à fumer, sauf pour Red Auerbach ». L'entraîneur des Celtics est aussi connu pour son amour de la cuisine chinoise. Il est même devenu un des propriétaires d'un restaurant chinois de Boston.
Malgré son caractère, Auerbach est populaire et respecté par ses joueurs. Pour son 75e anniversaire, 45 de ses anciens joueurs sont présents. Dans une interview donnée à ESPN, Auerbach désigne Bill Russell, Bob Pettit, Elgin Baylor, Oscar Robertson, Jerry West, et John Havlicek en sixième homme, comme meilleure équipe de tous les temps. Parmi les meilleurs joueurs de basket-ball de tous les temps, les candidats d'Auerbach sont Bill Russell, Larry Bird, Magic Johnson, Kareem Abdul-Jabbar, Michael Jordan, et Oscar Robertson.

### Décès et postérité
| Année | Vainqueur     |
| ----- | ------------- |
| 2006  | Paul Pierce   |
| 2007  | Al Jefferson  |
| 2008  | Kevin Garnett |
| 2009  | Ray Allen     |
| 2010  | Rajon Rondo   |
| 2011  | Doc Rivers    |
| 2012  | Kevin Garnett |
| 2013  | Paul Pierce   |
| 2014  | Brandon Bass  |
| 2015  | Avery Bradley |
| 2016  | Isaiah Thomas |
| 2017  | Al Horford    |

Le 28 octobre 2006, Red Auerbach meurt d'une crise cardiaque. Le commissionnaire de la NBA David Stern, des joueurs de toutes époques comme Bill Russell, K.C. Jones, John Havlicek, Larry Bird, Jerry West, Pat Riley, et Wayne Embry rendent hommage à Auerbach comme l'une des grandes personnalités de l'histoire de la NBA.
Le lendemain de sa mort les deux des légendes des Celtics Larry Bird et Bob Cousy lui rendent hommage. Ce dernier dit de lui : « Le monde pensait qu'il était difficile et bourru, alors qu'en fait il était doux comme un minou, si vous le connaissiez bien » et il rajoute « Il serait fou de moi s'il savait que je dis cela ».
Auerbach est enterré à Falls Church, Virginie au King David Memorial Gardens / National Memorial Park le 31 octobre 2006. Bill Russell, Kevin McHale, Danny Ainge et David Stern sont présents à la cérémonie. Par ailleurs, les Celtics dédient la saison 2006-2007 à l'ancien dirigeant de la franchise. En hommage à Auerbach, la franchise crée en 2006 une récompense Arnold « Red » Auerbach (Arnold "Red" Auerbach Award) qui récompense chaque année le joueur des Celtics qui illustre le mieux l'esprit du club.

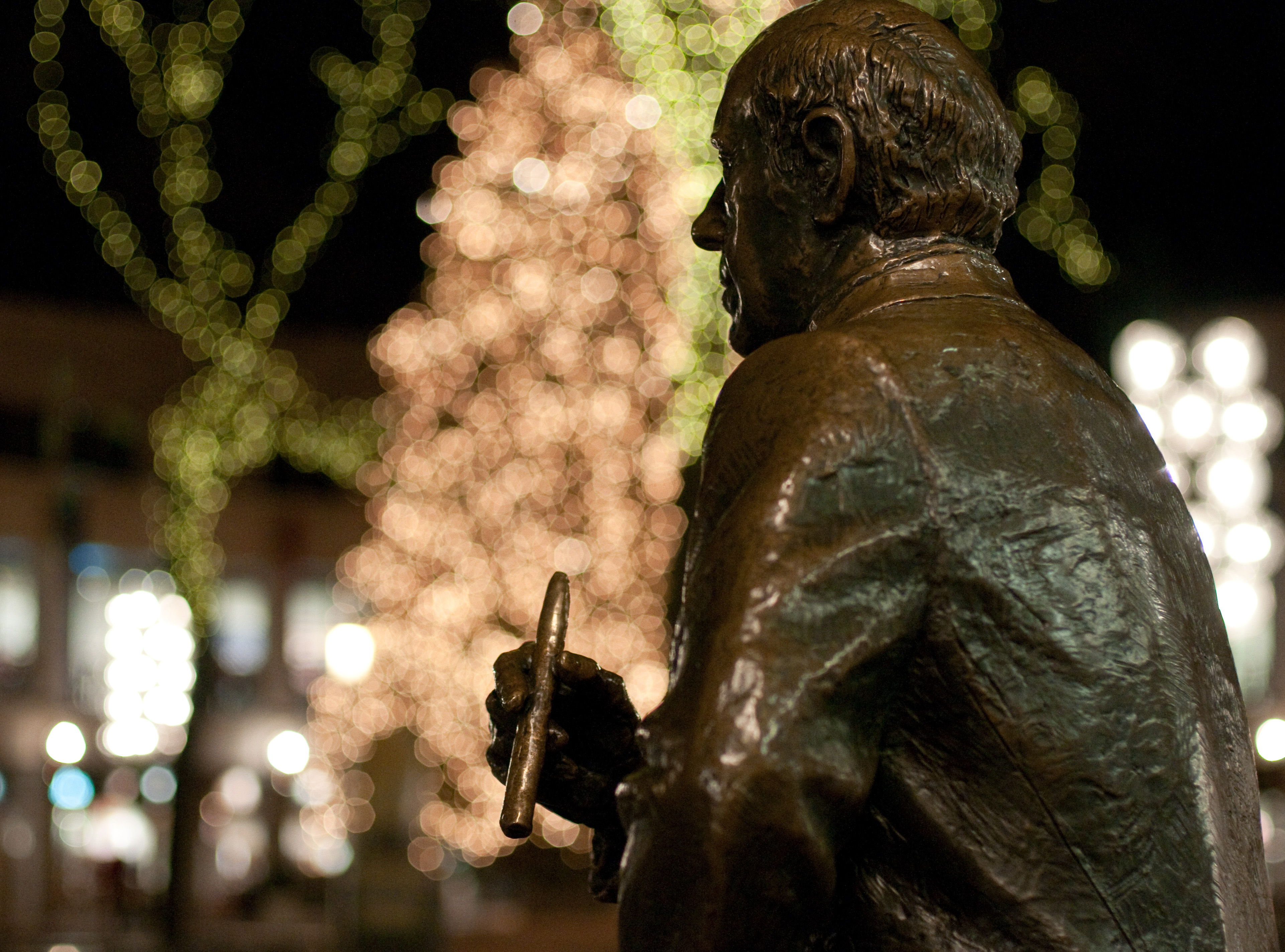
Statue de Red Auerbach avec son cigare à Boston en 2010.

Durant la saison NBA 2006-2007, Auerbach apparaît à titre posthume dans une série de publicités NBA. Le 20 avril 2007, les Red Sox, l'équipe de baseball de Boston, honorent Auerbach en portant des uniformes verts contre les Yankees de New York et dressent des répliques des bannières de champion des Celtics. L'équipe de Boston remporte la partie 7 à 6. Avant le match d'ouverture de la saison NBA 2007-2008 contre les Wizards de Washington, le parquet est officiellement renommé « Red Auerbach Parquet Floor » et la signature du dirigeant défunt est apposée sur le parquet près du centre du terrain. Cette signature remplace le logo commémoratif créé en son honneur et utilisé lors de la saison 2006-2007.
Pour le 68e anniversaire d'Auerbach, le 20 septembre 1985, une sculpture grandeur nature à son effigie est inaugurée dans le marché de Faneuil Hall de Boston pour montrer l'importance de l'entraîneur et du dirigeant pour la ville.

## Style de jeu
Red Auerbach a réussi à mettre en place sa vision de jeu comme peu d'entraîneur l'ont fait. L'acquisition de Bill Russell est décisive, cela permet à son équipe d'être agressive en défense et de mener un rythme élevé en attaque. Il développe le jeu en mouvement et la créativité individuelle de ses joueurs en n'utilisant que sept systèmes de jeu. Chacun des systèmes a différentes options, les rendant difficiles à défendre car la défense doit réagir rapidement.
Le type d'attaque préféré de Red Auerbach est la contre-attaque, particulièrement utilisée avec Bob Cousy comme meneur de jeu : il est en cela l'un des premiers utilisateurs de la stratégie dite du run and gun. L'architecte de la dynastie des Celtics de Boston promeut le jeu collectif de son équipe. Son idéal « Ne demandez pas ce que l'équipe peut faire pour vous ; demandez-vous ce que vous pouvez faire pour votre équipe. » est un des symboles du style de jeu de la franchise de Boston. Aucune des équipes de Red Auerbach n'est marquée par un grand marqueur de points. Seul Sam Jones inscrit plus de 25 points par rencontre en moyenne lors de la dernière saison d'Auerbach comme entraîneur.

## Palmarès, records et récompenses

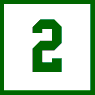
En 1985, les Celtics de Boston retirent le maillot numéro 2 avec le nom d'Auerbach.

Lors de sa carrière Red Auerbach remporte neuf titres NBA, le premier en 1957 puis les huit autres de manière consécutive de 1959 à 1966. Durant cette même période il a dirigé l'équipe de l'Est lors de 11 NBA All-Star Game. Dans sa carrière il a remporté 1 037 victoires pour 642 défaites (saison régulière et play-offs).
En 1965 il est élu entraîneur de l'année et en 1980 le plus grand entraîneur de l'histoire de la NBA. En 1979 il est intronisé au International Jewish sport Hall of Fame.
Comme entraîneur, son bilan à la tête des Celtics de Boston est de 885 victoires pour 549 défaites (saison régulière et play-offs), soit un pourcentage de victoires de 61,7 %. Son bilan total (BAA et NBA) en séries éliminatoires est de 100 victoires pour 69 défaites.
Les Celtics de Boston ont retiré le maillot numéro 2 avec le nom « AUERBACH » le 4 janvier 1985 en l'honneur de Red Auerbach comme la deuxième plus importante personnalité des Celtics de Boston après le fondateur de la franchise Walter Brown pour qui le maillot numéro 1 « BROWN » est retiré.

## Statistiques détaillées
| Équipe                 | Année     | Saison régulière | Saison régulière | Saison régulière | Saison régulière | Play-offs    | Play-offs    | Play-offs    | Play-offs    | Réf.   |
| Équipe                 | Année     | Victoires        | Défaites         | % victoire       | Classement       | Victoires    | Défaites     | % victoire   | Résultat     | Réf.   |
| ---------------------- | --------- | ---------------- | ---------------- | ---------------- | ---------------- | ------------ | ------------ | ------------ | ------------ | ------ |
| Capitols de Washington | 1946-1947 | 49               | 11               | 81,7 %           | 1er              | 2            | 4            | 33,3 %       | Demi-finale  | [ 90 ] |
| Capitols de Washington | 1947-1948 | 28               | 20               | 58,3 %           | 2e               | Non qualifié | Non qualifié | Non qualifié | Non qualifié | [ 91 ] |
| Capitols de Washington | 1948-1949 | 38               | 22               | 63,3 %           | 1er              | 1            | 2            | 33,3 %       | Finaliste    | [ 92 ] |
| Total                  | Total     | 115              | 53               | 68,5 %           | -                | 8            | 9            | 47,1 %       | -            |        |

| Équipe                    | Année     | Saison Régulière | Saison Régulière | Saison Régulière | Saison Régulière | Play-offs | Play-offs | Play-offs  | Play-offs               | Réf.    |
| Équipe                    | Année     | Victoires        | Défaites         | % victoire       | Classement       | Victoires | Défaites  | % victoire | Résultat                | Réf.    |
| ------------------------- | --------- | ---------------- | ---------------- | ---------------- | ---------------- | --------- | --------- | ---------- | ----------------------- | ------- |
| Blackhawks des Tri-Cities | 1949-1950 | 28               | 29               | 49,1 %           | 3e               | 1         | 2         | 33,3 %     | Premier tour            | [ 6 ]   |
| Celtics de Boston         | 1950-1951 | 39               | 30               | 56,5 %           | 2e               | 0         | 2         | 0 %        | Demi-finale de division | [ 93 ]  |
| Celtics de Boston         | 1951-1952 | 39               | 27               | 59,1 %           | 2e               | 1         | 2         | 33,3 %     | Demi-finale de division | [ 94 ]  |
| Celtics de Boston         | 1952-1953 | 46               | 25               | 64,8 %           | 3e               | 3         | 3         | 50 %       | Finale de division      | [ 95 ]  |
| Celtics de Boston         | 1953-1954 | 42               | 30               | 58,3 %           | 2e               | 2         | 4         | 33,3 %     | Finale de division      | [ 96 ]  |
| Celtics de Boston         | 1954-1955 | 36               | 36               | 50 %             | 3e               | 3         | 4         | 42,9 %     | Finale de division      | [ 97 ]  |
| Celtics de Boston         | 1955-1956 | 39               | 33               | 54,3 %           | 2e               | 1         | 2         | 33,3 %     | Demi-finale de division | [ 98 ]  |
| Celtics de Boston         | 1956-1957 | 44               | 28               | 61,1 %           | 1er              | 7         | 3         | 70 %       | Champion NBA            | [ 99 ]  |
| Celtics de Boston         | 1957-1958 | 49               | 23               | 68,1 %           | 1er              | 6         | 5         | 54,5 %     | Finaliste               | [ 100 ] |
| Celtics de Boston         | 1958-1959 | 52               | 20               | 72,2 %           | 1er              | 8         | 3         | 72,7 %     | Champion NBA            | [ 32 ]  |
| Celtics de Boston         | 1959-1960 | 59               | 16               | 78,7 %           | 1er              | 8         | 5         | 61,5 %     | Champion NBA            | [ 101 ] |
| Celtics de Boston         | 1960-1961 | 57               | 22               | 72,2 %           | 1er              | 8         | 2         | 80 %       | Champion NBA            | [ 41 ]  |
| Celtics de Boston         | 1961-1962 | 60               | 20               | 75 %             | 1er              | 8         | 6         | 57,1 %     | Champion NBA            | [ 45 ]  |
| Celtics de Boston         | 1962-1963 | 58               | 22               | 72,5 %           | 1er              | 8         | 5         | 61,5 %     | Champion NBA            | [ 102 ] |
| Celtics de Boston         | 1963-1964 | 59               | 21               | 73,8 %           | 1er              | 8         | 2         | 80 %       | Champion NBA            | [ 103 ] |
| Celtics de Boston         | 1964-1965 | 62               | 18               | 77,5 %           | 1er              | 8         | 4         | 66,7 %     | Champion NBA            | [ 104 ] |
| Celtics de Boston         | 1965-1966 | 54               | 26               | 67,5 %           | 2e               | 11        | 6         | 64,7 %     | Champion NBA            | [ 67 ]  |
| Total                     | Total     | 823              | 426              | 65,9 %           | -                | 91        | 60        | 60,3 %     | -                       |         |

## Ouvrages
- (en) Red Auerbach, Basketball for the Player, the Fan and Coach, Simon & Schuster, 1er juin 1976, 256 p. (ISBN 978-0671221553)
- (en) Red Auerbach, Red Auerbach: An Autobiography, Putnam, 1er décembre 1977, 331 p. (ISBN 978-0399118937)
- (en) Red Auerbach et Ken Dooley, MBA: Management by Auerbach : Management Tips from the Leader of One of America's Most Successful Organizations, Hungry Minds Inc,U.S., 1er avril 1994, 254 p. (ISBN 978-0020163152)
- (en) Red Auerbach et John Feinstein, Let Me Tell You A Story: A Lifetime In The Game, Little, Brown & Company, 4 novembre 2004, 464 p. (ISBN 978-0316738231)
- (en) Red Auerbach et John Fitzgerald, Red Auerbach On and Off the Court, Macmillan Pub Co, octobre 1985, 256 p. (ISBN 978-0025043909)
- (en) Red Auerbach et Paul Sann, Winning the Hard Way, Little, Brown, 1966